# Wołomin
Wołomin (udtale: [vɔˈwɔmin]  ( hør) er en by og en kommune (Gmina) der ligger i det østlige, centrale Polen, i voivodskabet Masovien (Województwo mazowieckie) og har 36.311(2021) indbyggere og et areal på 17,32 km². Den er administrationsby i powiatet (amt) Wołomin. Wołomin ligger ca. 20 km øst for Warszawa, hovedstaden i Polen, nær jernbanen til Białystok.

## Historie
Wołomin blev første gang nævnt i krøniker fra det 15. århundrede. Det forblev en lille landsby i det centrale Masovien uden den store betydning. Siden det 19. århundrede, og især efter grundlæggelsen af jernbanen i 1862, blev Wołomin et sommerferiemål for Warszawas borgere. Wołomin glasværk blev grundlagt i begyndelsen af det 20. århundrede.
Wołomin blev erklæret en by i 1919 efter Anden polske republiks opløsning, og genoprettelsenn af Polens suverænitet. I 1920 blev det polske modangreb i Slaget ved Warszawa udført nær Wołomin. I mellemkrigstiden beholdt Wołomin sin status som en multinational by. Der var en stor jødeisk og russisk minoritet. Den polske forfatter Zofia Nałkowska havde et hus i Wołomin, som blev en inspiration for hendes bog Hus over enge fra 1925 (polsk: Dom nad łąkami).